# Intercosmos 4
Intercosmos 4 fue un satélite artificial científico soviético perteneciente al programa Intercosmos y a la clase de satélites DS (el segundo de tipo DS-U3-IK) y lanzado el 14 de octubre de 1970 mediante un cohete Cosmos 2 desde el cosmódromo de Kapustin Yar.

## Objetivos
El objetivo de Intercosmos 4 fue estudiar la radiación solar  en el rango de los rayos X y ultravioleta y su interacción con las capas altas de la atmósfera terrestre.

## Características
El satélite fue un proyecto conjunto entre la URSS, la República Democrática de Alemania y Checoslovaquia. Tenía una masa de 400 kg (aunque otras fuentes indican 320 kg) y fue inyectado inicialmente en una órbita con un perigeo de 263 km y un apogeo de 668 km, con una inclinación orbital de 48,5 grados y un periodo de 93,7 minutos.
A bordo llevaba un polarímetro y un espectroheliógrafo de rayos X, un fotómetro ultravioleta para el rango Lyman alfa, un sistema de telemetría en tiempo real y un fotómetro de rayos X. Se llevaron a cabo observaciones radioastronómicas, ionosféricas y ópticas por parte de científicos de Bulgaria, Hungría, Polonia y Rumania.
Intercosmos 4 reentró en la atmósfera el 17 de enero de 1971.

## Resultados científicos
Intercosmos 4 obtuvo espectros de rayos X solares y midió la temperatura de los electrones de la corona solar mediante su fotómetro de rayos X.